# Василковское газоконденсатное месторождение
Василковское газоконденсатное месторождение — газовое месторождение в Ненецком автономном округе, расположено в 60 километрах к северо-востоку от города Нарьян-Мара. Относится к Тимано-Печорской нефтегазоносной провинции.
Месторождение открыто в ноябре 1969 года. Введено в эксплуатацию в 1970-х годах. С 2001 года разрабатывается ЗАО «Печорнефтегазпром» (аффилированная компания ОАО «Газпром»).
Газодобывающий комплекс, включают в себя фонд газодобывающих скважин, установку подготовки газа к транспорту, резервуарный парк, электростанцию и вахтовый посёлок.
Месторождение снабжает газом город Нарьян-Мар, посёлок Красное и село Тельвиска).
В соответствии с программой ОАО «Газпром» планируется газифицировать: в 2014 году —  населённые пункты Ненецкого автономного округа — Устье, Оксино, Пылемец, Лабожское, Великовисочное; в 2015 году — Хонгурей, Каменку, Тошвиску, Щелино и Коткино.